# 요안니스 아르기로풀로스
요안니스 아르기로풀로스(그리스어: Ἰωάννης Ἀργυρόπουλος, 이탈리아어: Giovanni Argiropulo 조반니 아르기로풀로[*], 1415년 경 - 1487년)는 비잔티움 제국의 교수, 철학자, 인본주의자로, 15세기 이탈리아에서 고전 문화 학식 부활을 이끈 망명온 그리스 철학자들 중 한 명이다.
그는 자신의 수사학, 신학 저서를 쓰는것외에도 그리스 철학과 그리스 신학 서적들을 라틴어로 번역하였다. 그는 1439–1444년 기간에 열린 피렌체 공의회에서 이탈리아에 있었고, 콘스탄티노폴리스 함락 이후에는 이탈리아로 돌아가, 1456년부터 죽을때까지 파도바, 피렌체, 로마등지에서 강의를 하였다.

## 생애
요안니스 아르기로풀로스는 1415년 경 콘스탄티노폴리스에서 태어났다. 그는 그리스인이었다.
아르기로풀로스는 콘스탄티노폴리스에서 신학과 철학 교육을 받았다. 콘스탄티노폴리스에서 교사였던 아르기로풀로스는 제자중에는 학자 콘스탄티노스 라스카리스도 있었다. 그는 비잔티움계 모레아 통치자들의 관리였고 1439년에는 그리스 정교를 포기하고 가톨릭 교리를 받아들이기로 한 피렌체 공의회에 파견된 비잔티움측의 대표단 중 한 명이었다. 콘스탄티노폴리스로 돌아가기 이전인 1443/4년에 그는 파도바 대학교에서 신학 박사 학위를 받기도 했다.
1453년 콘스탄티노폴리스가 함락되면서, 그는 펠로폰네소스반도로 떠났다가, 1456년 이탈리아로 망명을 가, 파도바, 피렌체, 로마의 대학교에서 부활한 그리스 철학의 교수로 활동했고 피렌체 대학교의 그리스 학부장이기도 했다. 1471년 피렌체에서 흑사병이 발발하여, 그는 로마로 가 죽을때까지 그곳에서 그리스어 교수로 일했다.
그는 그리스 철학들을 서유럽에 전파하는 노력을 하였다. 그는 아리스토텔레스의 많은 저서들을 포함해 많은 수의 라틴어 번역본을 남겼다. 그의 대표작들로는 《범주론》, 《명제에 관하여》, 《분석론 후서》, 《자연학》, 《천체론》, 《영혼론》, 《형이상학》, 《니코마코스 윤리학》, 《정치학》; 《Expositio Ethicorum Aristotelis》등 아리스토텔레스의 저서들의 번역본이 있다. 그의 저서 일부도 여전히 존재한다. 그의 제자들로는 피에트로 데 메디치, 로렌초 데 메디치, 안젤로 폴리치아노, 요하네스 로이힐린 등이 있으며, 레오나르도 다 빈치도 이에 포함될 수도 있다.
그는 1487년 6월 26일 피렌체에서 사망했으며, 너무 많은 수박을 먹다 죽은 것으로 추정한다.